# Jeju SK FC
Jeju United Football Club (hangul: 제주 유나이티드 FC) är en fotbollsklubb i Seogwipo på ön Jeju i Sydkorea. Laget spelar i den sydkoreanska högsta divisionen K League Classic och spelar sina hemmamatcher på Jeju World Cup Stadium.

## Historia
Klubben bildades 1982 som Yukong Elephants Football Club i Seoul och deltog i den allra första säsongen av K League 1983. Den bytte namn till Bucheon SK år 1997 men låg kvar i huvudstaden tills den nya hemmaarenan i Bucheon byggdes klart 2001. År 2006 flyttade klubben till Jeju och blev Jeju United FC.
Klubben blev ligamästare som Yukong Elephants år 1989 och har även vunnit den inhemska ligacupen tre gånger, senast år 2000 som Bucheon SK.

## Klubbrekord

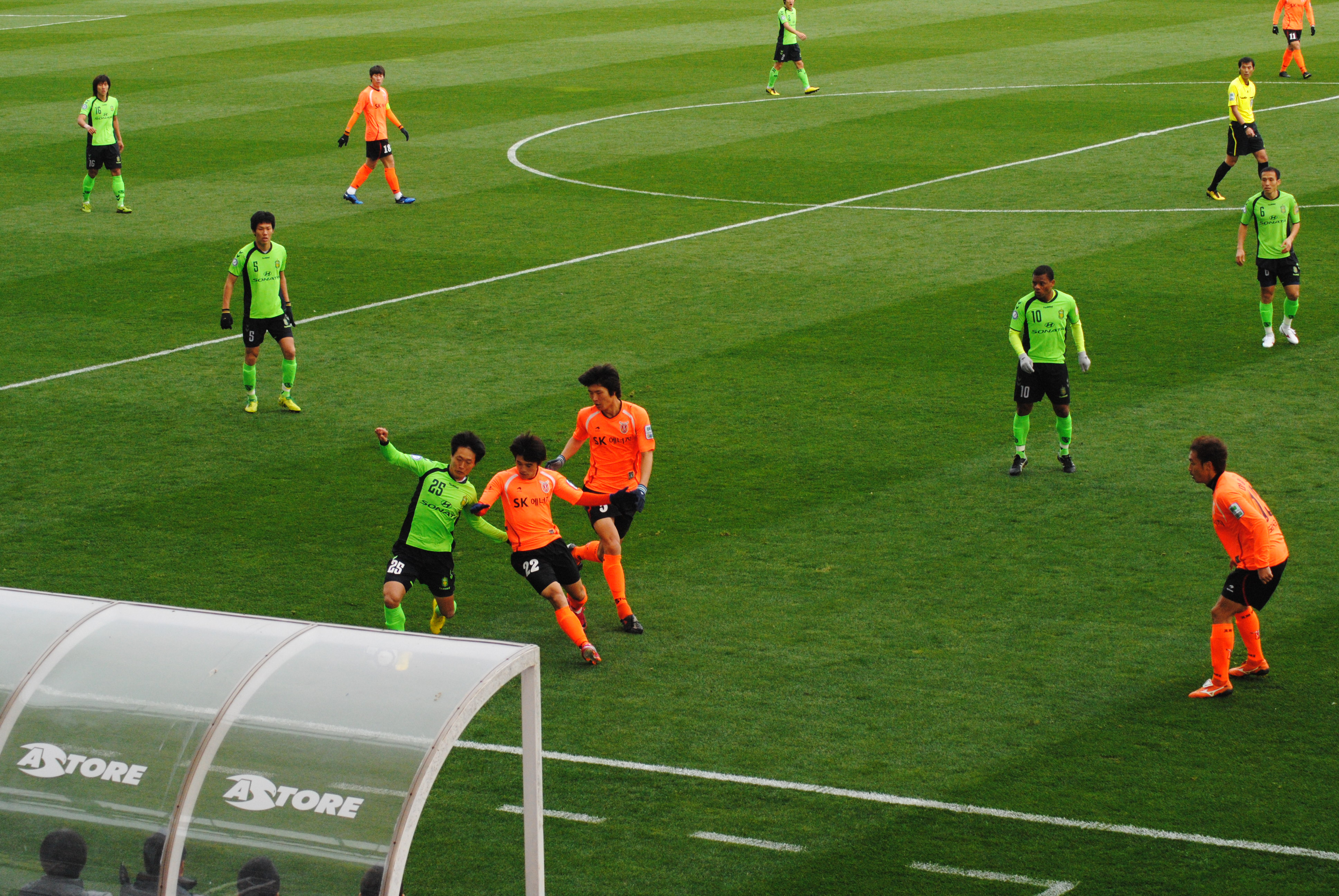
Jeju United spelar hemma mot Jeonbuk Hyundai Motors år 2010.

### Säsonger
| Säsong | Division | Placering | Säsong | Division | Placering | Säsong | Division | Placering |
| ------ | -------- | --------- | ------ | -------- | --------- | ------ | -------- | --------- |
| 1983   | 1        | 3         | 1995   | 1        | 4         | 2007   | 1        | 11        |
| 1984   | 1        | 2         | 1996   | 1        | 4         | 2008   | 1        | 10        |
| 1985   | 1        | 5         | 1997   | 1        | 10        | 2009   | 1        | 14        |
| 1986   | 1        | 4         | 1998   | 1        | 7         | 2010   | 1        | 2         |
| 1987   | 1        | 3         | 1999   | 1        | 3         | 2011   | 1        | 9         |
| 1988   | 1        | 3         | 2000   | 1        | 2         | 2012   | 1        | 6         |
| 1989   | 1        | 1         | 2001   | 1        | 7         | 2013   | 1        | 9         |
| 1990   | 1        | 4         | 2002   | 1        | 8         | 2014   | 1        | 5         |
| 1991   | 1        | 4         | 2003   | 1        | 12        | 2015   | 1        | 6         |
| 1992   | 1        | 6         | 2004   | 1        | 13        |        |          |           |
| 1993   | 1        | 5         | 2005   | 1        | 5         |        |          |           |
| 1994   | 1        | 2         | 2006   | 1        | 13        |        |          |           |

### Meriter
- K League Classic
  - Mästare (1): 1989
  - Tvåa (4): 1984, 1994, 2000, 2010

- Korean League Cup
  - Mästare (3): 1994, 1996, 2000
  - Tvåa (2): 1998, 1998

- Korean FA Cup
  - Tvåa (1): 2004

## Tränare
| Säsong(er) | Namn            | Säsong(er) | Namn               | Säsong(er) | Namn             |
| ---------- | --------------- | ---------- | ------------------ | ---------- | ---------------- |
| 1983–85    | Lee Jong-hwan   | 1994       | Cho Yoon-hwan      | 2004–07    | Jung Hae-seong   |
| 1985–92    | Kim Jung-nam    | 1995–98    | Valeri Nepomniachi | 2008–09    | Arthur Bernardes |
| 1986       | Park Young-hwan | 1998–01    | Cho Yoon-hwan      | 2009       | Cho Jin-ho       |
| 1988       | Choi Jong-duk   | 2001–02    | Choi Yun-kyum      | 2009–14    | Park Kyung-hoon  |
| 1992       | Ham Heung-chul  | 2002–03    | Tınaz Tırpan       | 2014–      | Jo Sung-hwan     |
| 1992–94    | Park Sung-hwa   | 2003       | Hae Jae-hoon       |            |                  |